# Отделение энергетики, машиностроения, механики и процессов управления РАН

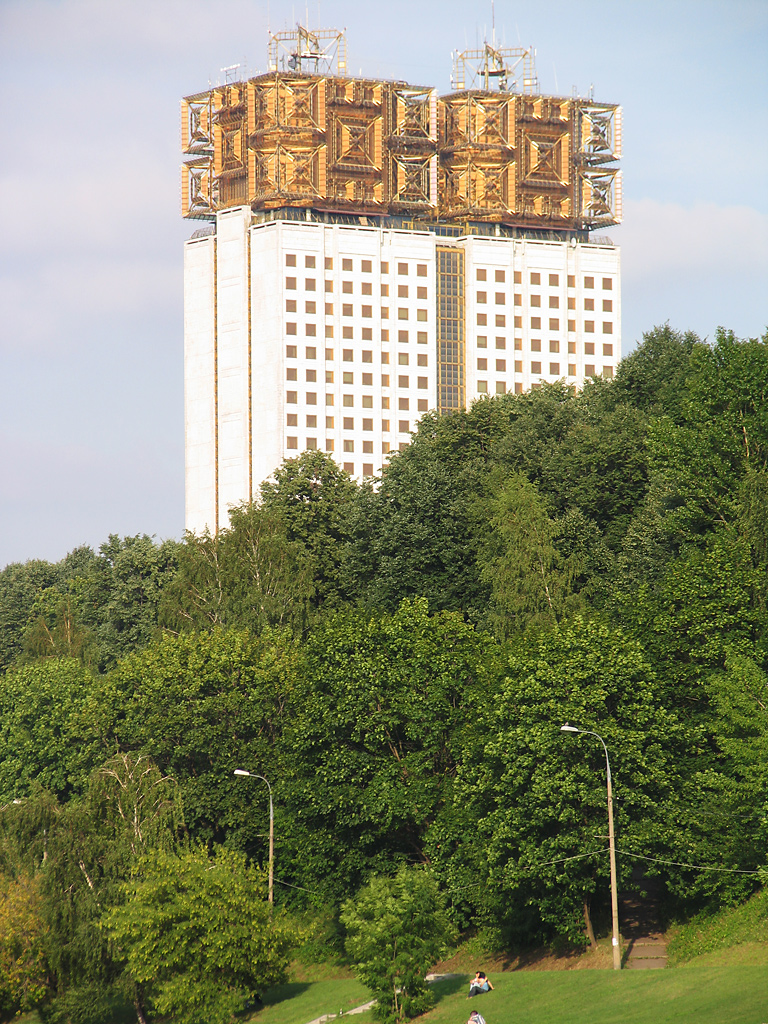
Отделение энергетики, машиностроения, механики и процессов управления располагается в здании РАН на Воробьёвых горах в Москве

Отделение энергетики, машиностроения, механики и процессов управления (ОЭММПУ РАН) — структурное подразделение Российской академии наук, в состав которого входят академики, научные интересы которых лежат в области энергетики, машиностроения, механики и процессов управления, а также научные учреждения, исследования которых посвящены проблемам данных отраслей науки и техники.

## История
В ходе реорганизации в 1963 году Академии наук СССР на основе Отделения технических наук АН СССР, существовавшего с 1935 года, были созданы Отделение физико-технических проблем энергетики АН СССР (ОФТПЭ) и Отделение механики и процессов управления АН СССР (ОМПУ).
После создания в 1991 году Российской академии наук данные отделения вошли в её состав.
В мае 2002 года ОФТПЭ РАН и ОМПУ РАН были объединены в Отделение энергетики, машиностроения, механики и процессов управления РАН. Академиком-секретарём Отделения был избран В. Е. Фортов, занимавший эту должность также в 2017—2020 годах.
В 2013 году академиком-секретарем Отделения избран А. Н. Лагарьков (в 2021—2022 и. о. академика-секретаря). В 2020—2021 годах обязанности академика-секретаря исполнял С. П. Филиппов. С 2022 года ОЭММПУ РАН возглавляет В. Ю. Хомич.

## Организационная структура
Структурно состоит из трёх секций:
- Секция механики,
- Секция проблем машиностроения и процессов управления,
- Секция энергетики.

### Научные организации
- Институт автоматики и процессов управления ДВО РАН
- Институт гидродинамики им. М. А. Лаврентьева СО РАН
- Институт динамики систем и теории управления им. В. М. Матросова Сибирского отделения РАН
- Институт математики и механики им. Н. Н. Красовского Уральского отделения РАН
- Институт материаловедения Хабаровского научного центра Дальневосточного отделения РАН
- Институт машиноведения имени А. А. Благонравова РАН
- Институт машиноведения и металлургии ДВО РАН
- Институт машиноведения Уральского отделения РАН
- Институт механики и машиностроения Казанского научного центра РАН (КазНЦ РАН)
- Институт механики им. Р. Р. Мавлютова Уфимского научного центра РАН
- Институт механики сплошных сред Уральского отделения РАН
- Институт механики Уральского отделения РАН
- Институт прикладной механики РАН
- Институт проблем безопасного развития атомной энергетики РАН
- Институт проблем геотермии Дагестанского научного центра РАН
- Институт проблем машиноведения РАН (СПбНЦ РАН)
- Институт проблем машиностроения РАН
- Институт проблем механики имени А. Ю. Ишлинского РАН
- Институт проблем морских технологий Дальневосточного отделения РАН
- Институт проблем сверхпластичности металлов РАН (УНЦ РАН)
- Институт проблем точной механики и управления РАН (СНЦ РАН)
- Институт проблем управления им. В. А. Трапезникова РАН
- Институт проблем управления сложными системами РАН (СамНЦ РАН)
- Институт промышленной экологии Уральского отделения РАН
- Институт систем энергетики им. Л. А. Мелентьева Сибирского отделения РАН
- Институт социально-экономических и энергетических проблем Севера Коми научного центра Уральского отделения РАН
- Институт теоретической и прикладной механики им. С. А. Христиановича Сибирского отделения РАН
- Институт теоретической и прикладной электродинамики РАН
- Институт теплофизики им. С. С. Кутателадзе Сибирского отделения РАН
- Институт теплофизики Уральского отделения РАН
- Институт физики прочности и материаловедения Сибирского отделения РАН
- Институт физико-технических проблем Севера им. В.П. Ларионова Сибирского отделения РАН
- Институт электрофизики и электроэнергетики РАН (СПбНЦ РАН)
- Институт энергетических исследований РАН
- Институт энергетических проблем химической физики им. В. Л. Тальрозе РАН
- Научно-инженерный центр "Надежность и ресурс больших систем и машин" Уральского отделения РАН
- Научный геоинформационный центр РАН
- Объединённый институт высоких температур РАН.